# Anja Feliers
Anja Feliers (Bilzen, 31 augustus 1971) is met 150.000 verkochte exemplaren een van de succesvolste vrouwelijke thrillerauteurs van Vlaanderen. Feliers debuteerde in 2010 als thrillerauteur met het boek Verleid me. Het achtste deel in de reeks thrillers rond psychologe Kathleen Verlinden, Het perfecte meisje, werd in 2019 verkozen tot de Beste Nederlandse Vrouwenthriller van 2018. Daarnaast schrijft ze ook aan een reeks rond het medium Caro Westerhof. Het tweede deel in die reeks, Huid tegen huid, werd verkozen tot Beste Nederlandse Vrouwenthriller van 2020.
In het voorjaar van 2021 kwam Ademloos uit, het eerste deel in de Dirty Little Secrets-trilogie, waarin het verlangen van de vrouw centraal staat.

## Levensloop
Feliers volgde een bacheloropleiding Nederlands te Hasselt. Haar debuutroman, Donkere kamers, ontstond toen ze een roman schreef over de ziekte en het overlijden van haar moeder, een gebeurtenis die haar op elfjarige leeftijd zwaar geraakt had. De eerste versie was echter te persoonlijk voor uitgave en de schrijfster herwerkte het tot een fictief verhaal. Donkere kamers werd in 2004 gepubliceerd door Standaard Uitgeverij.

## Boeken
Kathleen Verlinden-reeks:
1. Hou van mij!
2. Laat me los
3. Vergeet mij niet
4. Vergeef me
5. Zuur
6. Kwijt
7. Femme fatale
8. Het perfecte meisje
9. Gebroken glas
10. Carte blanche
11. Zuiver

Caro Westerhof-reeks:
1. Wat hij mij zei
2. Huid tegen huid
3. Schaduwen

Dirty Little Secrets-reeks:
1. Ademloos
2. Adempauze
3. Adembenemend

Overige:
- Donkere kamers
- Littekens
- Jaloers
- Groene ogen
- Onweerstaanbaar
- Verleid me (2010)
- Naakt! (exclusief voor Flair)

- Gemeinsame Normdatei: 1226707211
- International Standard Name Identifier: 0000 0003 6903 7533
- Nederlandse Thesaurus van Auteursnamen: 297157698
- Virtual International Authority File: 285911509